# اللغة الصينية في الولايات المتحدة الأمريكية

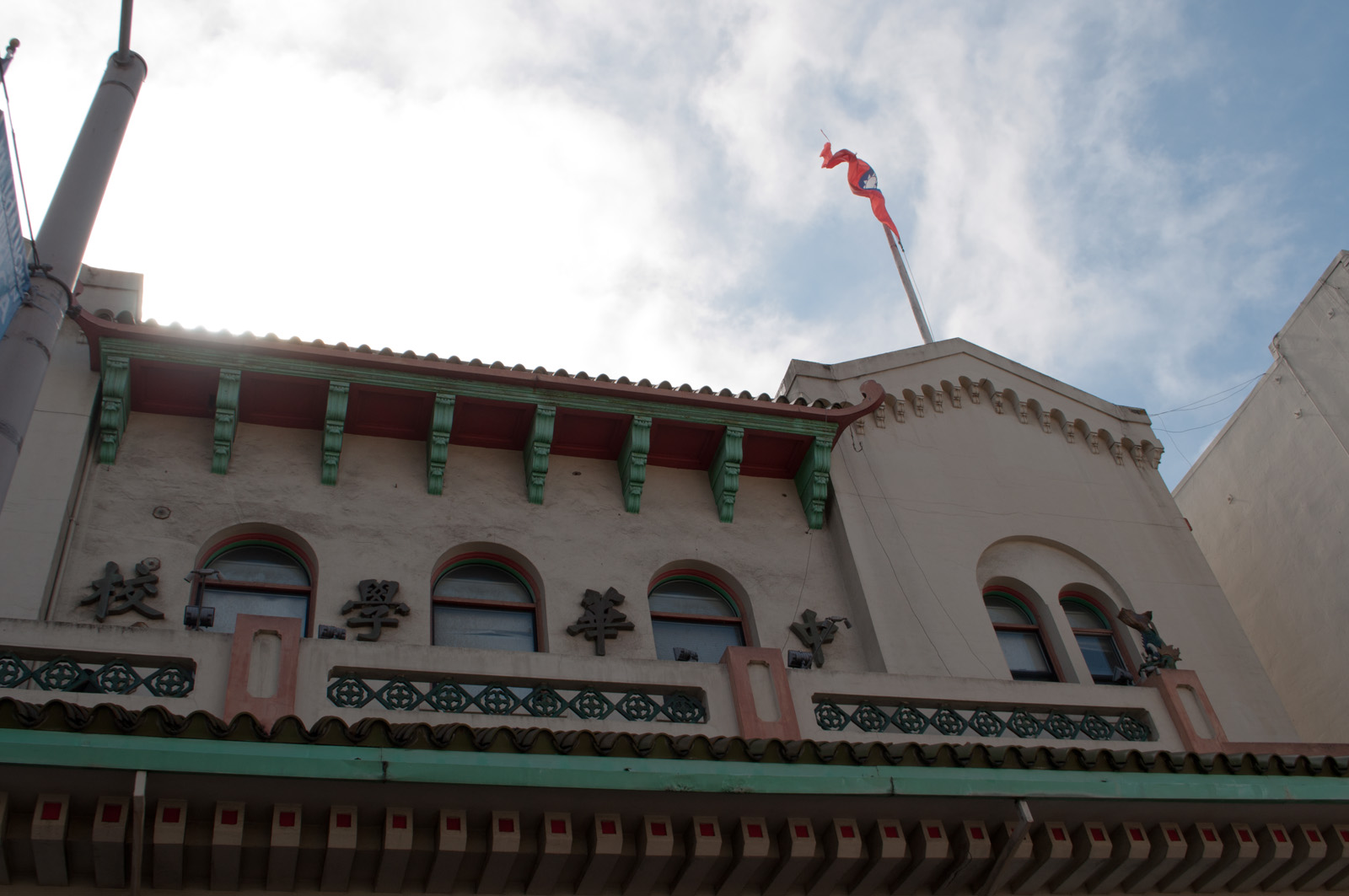
مدرسة صينية في سان فرانسيسكو, الولايات المتحدة الأمريكية.

تُعدّ اللغة الصينية، بفرعيها المندرينية والكانتونية وسواهما من الأنواع، ثالث أكثر اللغات تداولًا في الولايات المتحدة. يتركز استخدامها بشكل رئيسي في أوساط الأمريكيين أصحاب الأصول الصينية، سواء من المهاجرين أو أبناء المهاجرين، ولا سيما في ولايتي كاليفورنيا ونيويورك.  في مطلع عام 2004، وصل عدد الأمريكيين الذين يتحدثون نوعا من أنواع اللغة الصينية إلى أكثر من ملوني شخص، وقد بدأت المندرينية تزداد شيوعًا نتيجة للهجرة القادمة من بر الصين الرئيسي، وإلى حد ما من تايوان.  من الصعب تحديد الانتشار النسبي لأي لغة صينية بالتحديد في الولايات المتحدة بسهولة. 
وفقًا للبيانات الواردة في النسخة المفصّلة من إحصائيات التعداد السكاني الأمريكي لعام 2000، بلغ عدد المتحدثين بالكانتونية 259,750 شخصًا، كان 58.62٪ منهم يقيمون في ولاية كاليفورنيا، تليها ولاية نيويورك بنسبة 16.19٪. يُرجّح أن العدد الفعلي للناطقين بالكانتونية كان أعلى من ذلك. ففي العام الدراسي 1982–1983، سُجّل في ولاية كاليفورنيا وحدها 29,908 طالبًا يستخدمون الكانتونية لغةً رئيسية في منازلهم، وكان من بينهم نحو 16,000 طالب يُصنّفون بأنهم محدودو الكفاءة في اللغة الإنجليزية.
وفقًا للبيانات الواردة في النسخة المفصّلة من إحصائيات التعداد السكاني الأمريكي لعام 2000، بلغ عدد المتحدثين بالهوكينية التايوانية نحو 84,590 شخصًا.  وكانت مقاطعة لوس أنجلوس في ولاية كاليفونيا هي المقاطعة التي تضم أكبر عدد من المتحدثين بالهوكينية، حيث بلغ عددهم 21,990 شخصًا (0.250% من إجمالي عدد سكان المقاطعة)، تليها مقاطعة أورانج في ولاية كاليفونيا التي بلغ عدد المتحدثين بها نحو 5,855 شخصًا (0.222% من إجمالي عدد سكان المقاطعة). أما المقاطعة التي تضم أعلى نسبة من المتحدثين بالهوكينية بشكل عام من ناحية التعداد الكلي للسكان فكانت مقاطعة كالهاون بولاية تكساس بنسبة 0.845% (160 شخصًا)، تليها مقاطعة فورت بيند بولاية تكساس بنسبة 0.286% (935 شخصًا)، ثم مقاطعة لوس أنجلوس بولاية كاليفورنيا. ووفقًا لبيانات برنامج المسح المجتمعي الأمريكي السنوي المُجمّعة بين عامي 2005 و2009، بلغ عدد المتحدثين بالهوكينية التايوانية نحو 76,822 شخصًا. 
| ولاية      | المتحدثون باللغة الصينية |
| ---------- | ------------------------ |
| كاليفورنيا | 815,386                  |
| نيويورك    | 374,627                  |
| تكساس      | 91,500                   |
| نيوجيرسي   | 84,345                   |
| ماساتشوستس | 71,412                   |
| إلينوي     | 65,251                   |

## اكتساب اللغة
يعلم الأمريكيون أصحاب الأصول الصينية أبناءهم اللغة الصينية لأسباب متعددة، منها: الحفاظ على الهوية الثقافية المميزة، والاعتزاز بالأصول الحضارية، والرغبة في تسهيل التواصل مع أفراد العائلة الناطقين بالصينية، فضلًا عن الاعتقاد بأن اللغة الصينية ستغدو ذات فائدة متزايدة مع تنامي القوة الاقتصادية للصين. تأسست العديد من المدارس الصينية لتحقيق هذه الغايات، وغالبًا ما تُعقد صفوفها مرة واحدة في الأسبوع وتحديدا في خلال عطلة نهاية الأسبوع. في السابق وجدت بعض المدارس الصينية التي تُقدّم دروسًا يومية بعد انتهاء الدوام المدرسي الرسمي, ولكنها الأن شبه معدومة.
نحو 9٪ من المهاجرين المولودين في الصين يتحدثون الإنجليزية فقط داخل منازلهم،  ترتفع هذه النسبة إلى نحو 90٪ في الجيل الثالث من الأسر الصينية المقيمة في الولايات المتحدة.  رغم أن استخدام اللغة الصينية في المنزل، والانخراط في الأنشطة المجتمعية، والمشاركة في البرامج اللامنهجية، والتعليم المباشر، قد تسهم جميعها في الحد من تراجع إتقان اللغة الصينية لدى المهاجرين الصينيين من الشباب، فإن شيوع اللغة الإنجليزية بوصفها اللغة الغالبة في الولايات المتحدة يؤدي إلى أن كثيرًا من الأمريكيين من أصحاب الأصول الصينية في الجيلين الثاني والثالث لا يمتلكون إلا قدرة محدودة، أو قد لا يمتلكون إطلاقًا، القدرة على التحدث أو القراءة بالصينية.
نظرًا لأن جميع اللغات الصينية تعتمد على النغمات الصوتية، يواجه الناطقون باللغة الإنجليزية أحاديي اللغة صعوبة كبيرة في نطق هذه النغمات بشكل صحيح، وقد تظهر لديهم لكنة إنجليزية ملحوظ في كلامهم أو ضعف في القدرة على تمييز النغمات أثناء الاستماع.  يتميز النظام الكتابي الصيني بتعقيد خاص وفردانية تامة مقارنة بالنظام الأبجدي للغة الإنجليزية، إذ يتكون من آلاف الرموز المستقلة، حيث يرمز كل رمز إلى كلمة أو وحدة دلالية معينة، وليس إلى أصوات منفردة يمكن تركيبها تدريجيًا كما في الأبجديات أو أنظمة المقاطع الصوتية الأخرى. هذا يجعل تعلم القراءة والكتابة بالصينية عملية تتطلب حفظ عدد هائل من الرموز وفهم معانيها المتعددة بدلاً من الاعتماد على قواعد صوتية بسيطة, مما يشكل صعوبة تعلم كبيرة لدى الجيلين الثاني والثالث في الولايات المتحدة. 
يواجه المهاجرون الصينيون في الولايات المتحدة تضاربًا في المصالح الاجتماعية والثقافية عند السعي إلى الحفاظ على الطلاقة في اللغة الصينية وفرض استخدامها داخل الأسرة. إذ يرى بعض الأمريكيين من أصول صينية أن إتقان اللغة الصينية يُعدّ ركيزة أساسية في الهوية الثقافية الصينية، فيلجؤون إلى اعتمادها حصرا في نطاق المنزل، بل قد يمنعون استخدام الإنجليزية بين أفراد الأسرة. في المقابل، ترى أسر أخرى أن إجادة اللغة الإنجليزية والاندماج في المجتمع الأمريكي يمثلان مفتاح النجاح لأبنائهم مستقبلًا.

## اللغة الصينية كلغة أجنبية
كشفَ استطلاع أجرته جمعية اللغة المعاصرة عام 2006 أن نسبة الملتحقين بدورات تعليم اللغة الصينية بلغت 3٪ من إجمالي المسجّلين في صفوف اللغات الأجنبية في الولايات المتحدة، مما جعل الصينية تحتل المرتبة السابعة بين أكثر اللغات الأجنبية تعلمًا في البلاد. تُدرّس معظم دورات "اللغة الصينية بوصفها لغة أجنبية" الرموز الصينية المُبسطة، إلى جانب الرموز الصينية التقليدية.